# Nouria Benghabrit-Remaoun

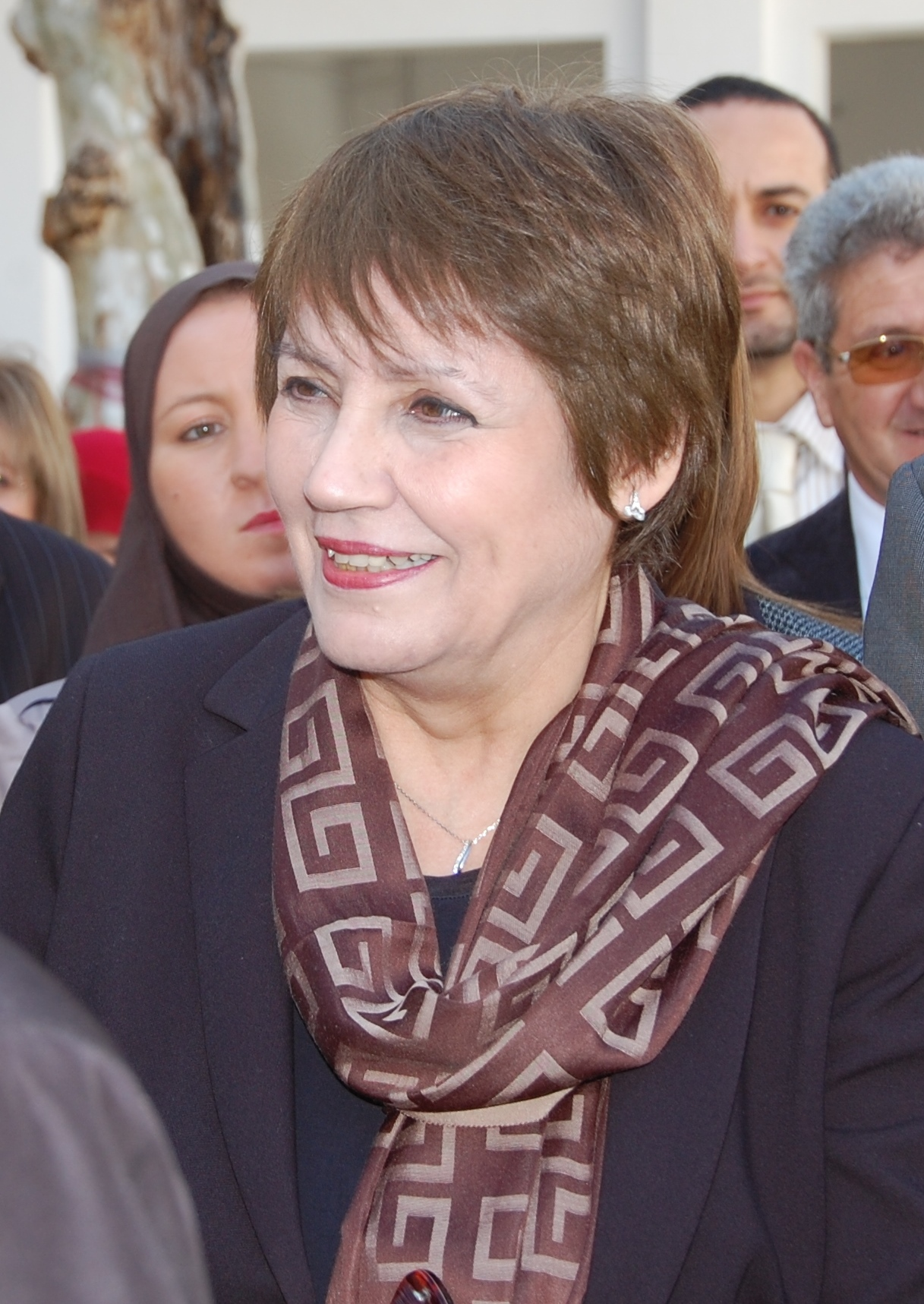
Nouria Benghabrit-Remaoun (März 2015)

Nouria Benghabrit-Remaoun (* 5. März 1952 in Oujda, Marokko) ist eine algerische Politikerin. Sie war von 2014 bis 2019 Ministerin für nationale Erziehung der Demokratischen Volksrepublik Algerien.

## Biographie
Geboren am 5. März 1952 in Oujda, Marokko.
1973 Bachelor-Abschluss in Soziologie, dann Diplom 1977, in Bildungssoziologie an der Universität Oran zum Problem der Bildungs- und Berufsberatung. 
1982 wurde sie von der Universität Paris V. zum Thema „Bildung, Jugend, Frauen in der Gesellschaft und in der Familie“ promoviert.
Benghabrit-Remaoun kommt aus einer muslimischen Familie andalusischer Herkunft. Sie ist die Tochter des verstorbenen Djilali Benghabrit, eines ehemaligen Mudschahids, und die Großnichte von Si Kaddour Benghabrit, Gründer der Großen Moschee von Paris.

## Berufskarriere
Während ihrer Ausbildung an der Universität Oran 1973 wurde sie 1976 zur Leiterin der Abteilung Soziologie an derselben Universität ernannt. 
Später schloss sie sich 1985 der Forschungsgruppe für Sozial- und Kulturanthropologie (URASC) an, zunächst als Forscherin und Leiterin des Forschungslabors für Bildungs- und Ausbildungssysteme, das sie dann als Direktorin des URASC von 1989 bis 1992 gründete, als es Forschungszentrum wurde. 
Sie leitete das Nationale Forschungszentrum für Sozial- und Kulturanthropologie (CRASC), von der Gründung 1992 bis zu ihrer Ernennung im Jahr 2014 zur Ministerin für nationale Bildung. 
Sie war Teil der sogenannten Benzaghou-Kommission, die 2001 für den Vorschlag eines Berichts zur Reform des Bildungssektors in Algerien verantwortlich war. 
Sie wurde 2002 und 2005 für zwei aufeinanderfolgende dreijährige Amtszeiten zum Mitglied im Exekutivkomitee des Rates für die Entwicklung der Sozialforschung in Afrika (CODESRIA) gewählt, um Nordafrika zu vertreten. 
Von 2003 bis 2006 war sie Präsidentin des UNESCO-Vearkomitees für Hochschulbildung und als Mitglied des Weltkomitees des UNESCO-Forums für Hochschulbildung, Forschung und Wissen. 
Von 2007 bis 2010 war sie Vizepräsidentin des Verwaltungsrats des African Institute of Governance (IAG). 
Im Jahr 2012, nach ihrer Ernennung durch die Generalsekretärin der Vereinten Nationen, trat sie in das entwicklungspolitische Komitee ein. 
2014 trat sie von dieser Aufgabe zurück, um zur Ministerin für nationale Bildung ernannt zu werden.

## Veröffentlichungen
- Die Zukunft der Sozialwissenschaften in der arabischen Welt, CRASC und Association arabe de sociologie 2015 (auf Arabisch).
- L’École: enjeux institutionnels et sociaux, CRASC 2013 (auf Französisch).
- La difficile articulation formation professionnelle/emploi, 2010  (auf Französisch).
- Enfance et socialisation, Revue algérienne d'Anthropologie et de Sciences sociales, 2008, S. 11–133 (auf Französisch).